# OSCAR 36
OSCAR 36 ist ein britischer Amateurfunksatellit, der an der University of Surrey gebaut wurde.
Der Satellit wurde am 21. April 1999 mit einer Dnepr-Rakete im Weltraumbahnhof Baikonur gestartet. Nach dem erfolgreichen Start erhielt der vorher als UoSAT-12 bekannte Satellit die OSCAR-Nummer 36 zugewiesen.
Der Satellit ist mit zwei Kameras und einem Bulletin Board ausgerüstet, das Internet-Verkehr im Teilstreckenverfahren ermöglichte. Seine COSPAR-Bezeichnung ist 1999-021A.